# Palacio consistorial de Wellington
El Ayuntamiento de Wellington (Māori) es una sala de conciertos y parte del complejo municipal de Wellington, Nueva Zelanda, que se inauguró en diciembre de 1904. Ha estado cerrado al público desde el terremoto de Seddon de 2013, y actualmente se encuentra en un extenso trabajo de fortalecimiento.

## Historia

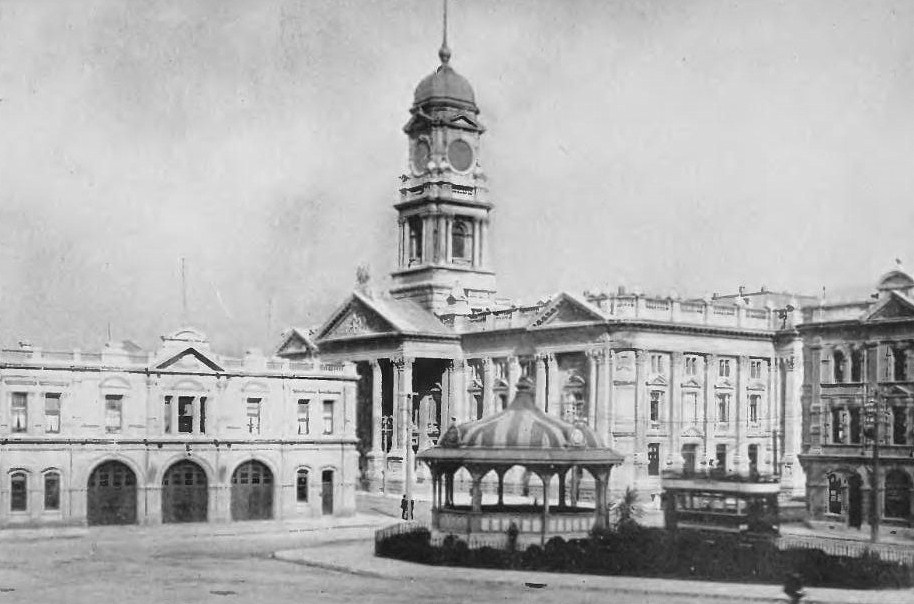
El Ayuntamiento en 1913 (centro de atrás). Visible es la torre del reloj que fue removida en 1934.

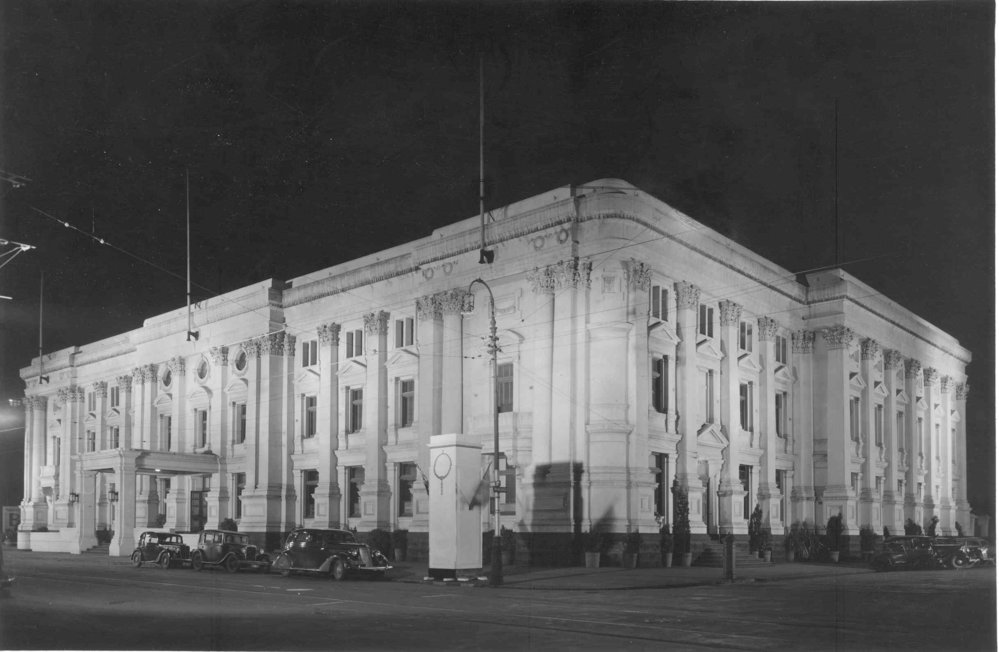
Ayuntamiento de Wellington de noche (1937)

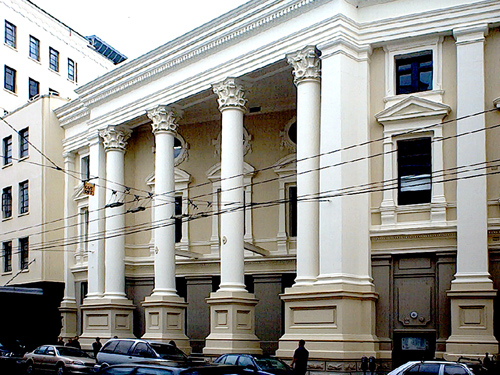
El Ayuntamiento de Wakefield Street

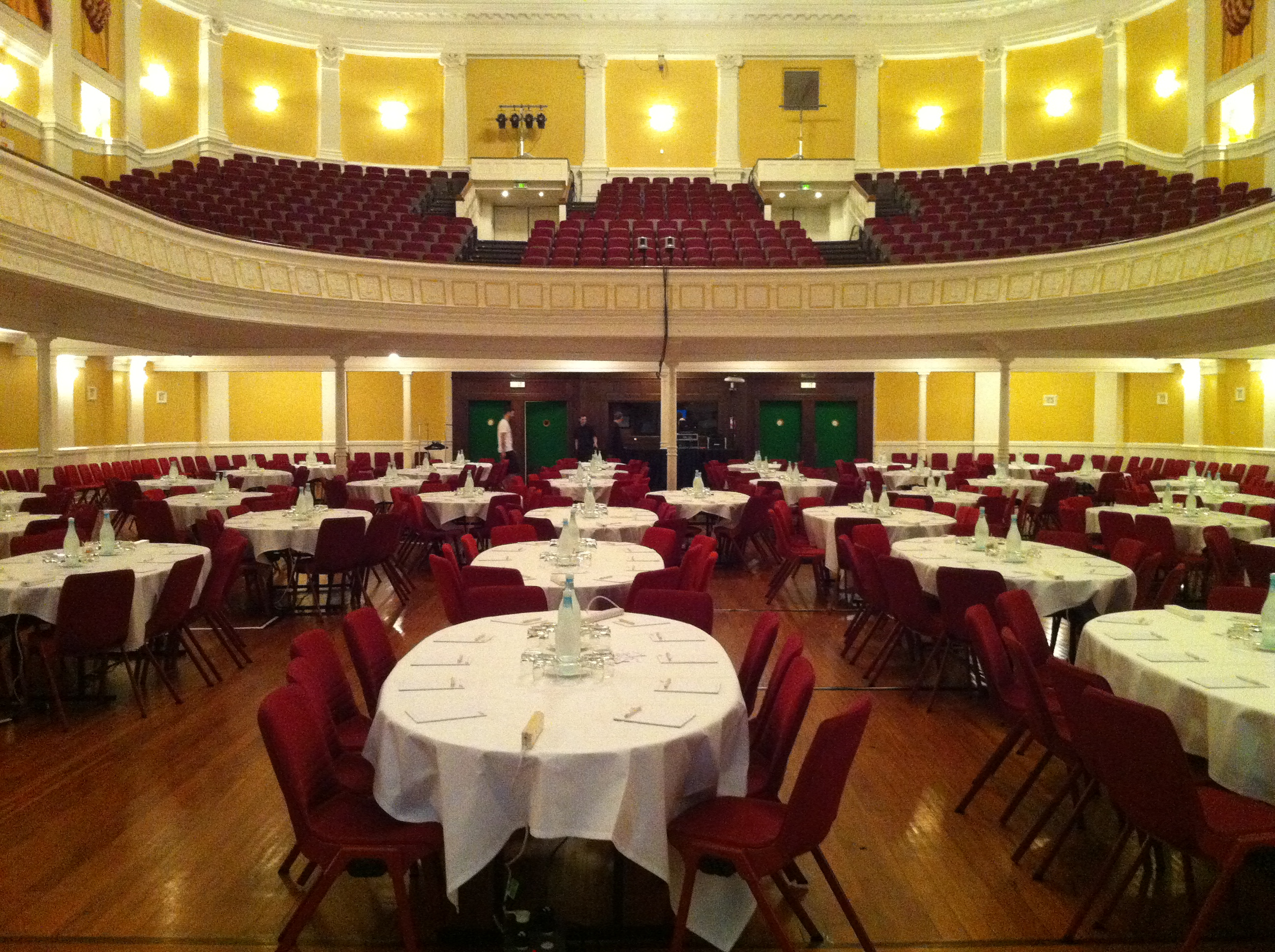
El interior del Ayuntamiento

La primera piedra del edificio fue colocada en 1901 por el duque de Cornualles y York (más tarde Jorge V). El organista y director de coro Maughan Barnett compuso una Oda para la ocasión. La construcción comenzó al año siguiente. Fue inaugurado oficialmente el 7 de diciembre de 1904.
El Ayuntamiento originalmente tenía un frente (en el lado de la calle Cuba ) con un pórtico de estilo romano y una torre de reloj de 150 pies. No se instaló un reloj en la torre hasta 1922, cuando John Blundell, propietario del periódico The Evening Post, donó uno. En 1934, la torre se retiró como medida de precaución tras el terremoto de Hawke's Bay de 1931, y también se retiraron el pórtico principal, el frontón, la balaustrada, el parapeto y la cornisa audaz. El edificio fue fortalecido por un terremoto en 1943 luego de un terremoto el año anterior. Durante el fortalecimiento, los capiteles corintios en el exterior fueron reemplazados por detalles toscanos .
El Ayuntamiento puede haber sido una prioridad de bajo mantenimiento de los consejos a lo largo de los años. En 1973, durante un concierto ( Kenny Rogers y The First Edition ), sus niveles de sonido hicieron que el polvo comenzara a caer sobre el escenario. Cuando su música alcanzó un crescendo durante el coro de una pieza (puede haber sido Something's Burning ), el techo del escenario se derrumbó sobre ellos, arrojando cuerpos de palomas, huevos vacíos y muertos, material de anidación y escombros de yeso y polvo por todo el escenario y la banda. equipo. El concierto continuó, con tramoyistas vestidos de negro arrastrándose por el escenario barriendo escombros, retirando cadáveres y quitando el polvo de los amplificadores, cajas de parlantes, teclados y cualquier otra cosa cubierta con polvo de yeso.
En 1980, el Centro Michael Fowler se construyó inmediatamente frente a la entrada principal en previsión de la demolición del edificio antiguo. Sin embargo, el Fideicomiso de Lugares Históricos de Nueva Zelanda (desde que pasó a llamarse Patrimonio de Nueva Zelanda) persuadió al Ayuntamiento para que mantuviera. En 1989 se dieron a conocer los planes para crear la Plaza Civic entre el ayuntamiento y la antigua biblioteca de la ciudad. Como parte de esto, el Ayuntamiento se sometió a una remodelación completa en 1991-1992. Durante este proceso, la sala de conciertos fue demolida y reemplazada por salas de recepción. Aunque las oficinas del consejo se han extendido más allá del Ayuntamiento desde 1904, el edificio todavía albergaba las oficinas del alcalde y los miembros del consejo de la ciudad de Wellington hasta que se cerró debido al fortalecimiento del terremoto.
El auditorio principal ha sido calificado como uno de los mejores del mundo por su calidad acústica. Ha sido sede de numerosas presentaciones en vivo (incluidos The Beatles y The Rolling Stones), así como desfiles de moda, bailes de debutantes, mítines políticos, otorgamiento de títulos y al menos una ordenación episcopal, la del cardenal John Dew en 1995.
Tiene uno de los pocos órganos de tubos eduardianos que quedan en el mundo. Fue fabricado en Inglaterra por Norman and Beard y enviado en piezas a Wellington en octubre y noviembre de 1905. Después de pasar meses instalando el órgano en el auditorio principal, se inauguró el 6 de marzo de 1906. El órgano tiene 4000 tubos y cuatro teclados. Los tubos están hechos de estaño puro, una mezcla de plomo, estaño y aluminio o zinc. El órgano es conocido por su hermoso sonido y se tocó con regularidad hasta que se desmanteló en 2013 como preparación para el trabajo de fortalecimiento del ayuntamiento en caso de terremoto. El órgano fue enviado a South Island Organ Company para su restauración y será reinstalado cuando se complete el trabajo de fortalecimiento del terremoto.

### Fortalecimiento del terremoto

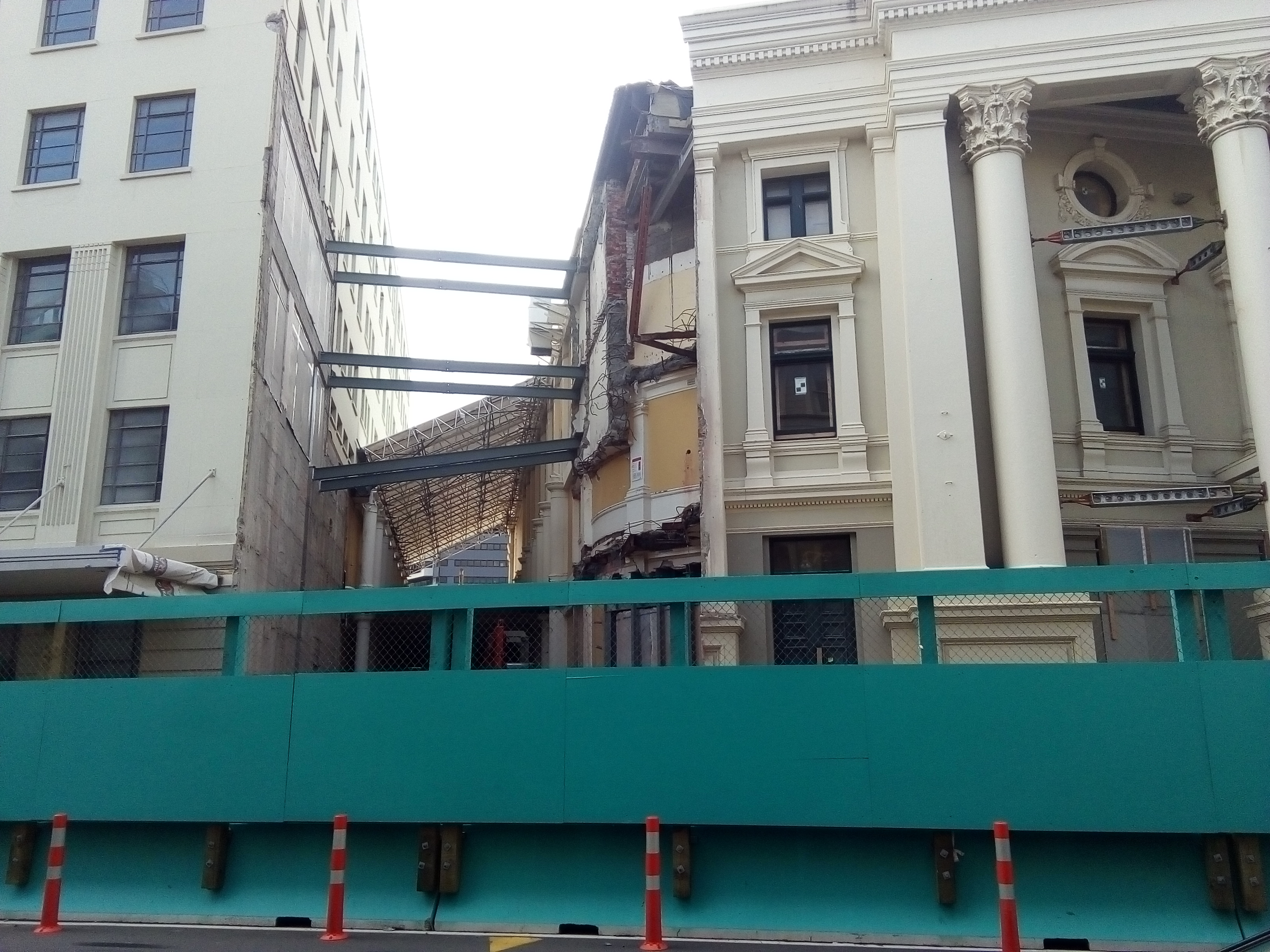
Renovación del Ayuntamiento de Wellington

En 2014, el Ayuntamiento de Wellington suspendió el fortalecimiento del terremoto después de que las proyecciones de costos aumentaran de $ 43 millones a $ 60 millones debido a problemas técnicos imprevistos. En marzo de 2017, el Ayuntamiento de Wellington anunció su intención de hacer que cumpla con el 100% de las normas de construcción de Nueva Zelanda a un costo de $ 85 millones, con una construcción que comenzará en 2018 y el objetivo de reabrir en 2021. A medida que comenzaron los trabajos de restauración, se descubrieron más complejidades y el aumento de los costos significó que en febrero de 2019 el consejo amplió el presupuesto a $ 112 millones, con una cantidad no revelada de contingencia adicional. El trabajo adicional requerido incluirá el aislamiento de la base sísmica para asegurar mejor el futuro a largo plazo del edificio, mientras se retrasa la apertura por otros dos años hasta 2023.

## enlaces externos
- Media related to Wellington Town Hall at Wikimedia Commons
- Wellington Town Hall site, Positively Wellington Venues
- Wellington City Council Town Hall Organ Youtube video about organ with example of its sound.

- Datos: Q7981523
- Multimedia: Wellington Town Hall / Q7981523